# Friedrich Wilhelm Rüstow
Friedrich Wilhelm Rüstow (Brandenburg, 1821. május 25. – Zürich, 1878. augusztus 14.) német katonai író.

## Élete
A porosz mérnökkarban szolgált és 1850-ben Der deutsche Militärstaat vor und nach der Revolution című brossúrája miatt elítélték, de az ítélet jogerőre emelkedése előtt kiszökött Svájcba, ahol 1853-ban mint katonaoktatót alkalmazták. 1856-ban Zürichben őrnagy lett. 1860-ban ezredes Garibaldi vezérkarában. Később ismét Svájc szolgálatába állt. Zseniális író, katonai felfogása kiválóan helyes. Azon hadtörténeti munkákban, amelyeket az események lezajlása után írt közvetlenül, gyakran téved a részletekre nézve, de általánosságban ezek is magukon hordják tehetségének bélyegét és nagyon világosan vannak írva. Önkezével vetett véget életének.

## Fontosabb művei
- Geschichte d. griechischen Kriegswesens (Köchlyvel, Aarau, 1851)
- Heerwesen und Kriegsführung C. Julius Caesars (Gotha, 1855, 2. kiad. Nordhausen, 1862)
- Einleitung zu C. Julius Caesars Commentarien über den gallischen Krieg (A Heerwesen und Kriegsführung C. Julius Caesars függeléke, Köchlyvel, Gotha, 1857)
- Commentar zu Napleons III. Geschichte Julius Caesars (atlasszal, Stuttgart, 1867)
- Der Krieg von 1805 in Deutschland und Italien (Frauenfeld, 1854, 2. kiad. 1859)
- Geschichte des ungarischen Insurrectionskrieges von 1848 und 1849 (térképekkel és tervrajzokkal, uo. 1866, magyarra fordította Vértesi Arnold és Áldor Imre: Az 1848-1849-diki magyar hadjárat története, Pest, 1866)
- Die Feldherrnkunst des neunzehnten Jahrhunderts (Zürich, 1857. Online; 2. kiad. 1867 Online)
- Gesch. der Infanterie (Gotha, 1857)
- Allgemeine Taktik, nach dem gegenwärtigen Standpunkte der Kriegskunst bearbeitet (rajzokkal és tervrajzokkal, Zürich, 1858)
- Die Lehre vom kleinen Krieg (uo. 1862)
- Der Krieg und seine Mittel (Lipcse, 1856)
- Militärisches Handwörterbuch (Zürich, 1859, függelék 1868)
- Annalen des Königreichs Italien (uo. 1862)

## Magyarul
- Az 1848-49-diki magyar hadjárat története, 1-2. köt.; ford. Vértesi Arnold; Emich Ny., Pest, 1866
- Az 1870-71-ki porosz-franczia háború politikai és katonai szempontból; Ráth, Pest, 1871